# Rudolph Marschall
Rudolph Marschall (* um 1420; † zwischen 1501 und 1505) war ein deutscher Ritter aus dem Adelsgeschlecht derer von Marschall. Er besaß die Rittergüter Herrengosserstedt, Burgholzhausen und Tromsdorf. Als Obrist stand er im Dienst des Herzogs Wilhelm III. von Sachsen. Mit diesem zog er 1446 gemeinsam nach Jerusalem zum Heiligen Grab und diente ihm bis zum Tod. Verheiratet war er mit einer von Miltitz.
1505 war er bereits verstorben und seine Söhne Heinrich, Rudolf, Christofel, Wolf(gang) und Hans Marschall wurden mit den hinterlassenen Besitzungen von Herzog Georg von Sachsen belehnt.
Sein Urenkel war der Oberaufseher Ludwig Ernst Marschall.
Der Überlieferung nach war Rudolph Marschall der Stammvater der beiden Linien Burgholzhausen (in der Grafenstand erhoben) und Altengottern.